# بيرني لامار
بيرني لامار (بالإنجليزية: Burney Lamar)‏ هو سائق سباق أمريكي، ولد في 21 أغسطس 1980 في ويست ساكرامينتو في الولايات المتحدة.

## وصلات خارجية
- بيرني لامار على موقع Racing-Reference.info (الإنجليزية)